# 环翠区
环翠区是中国山东省威海市所辖的一个市辖区。环翠区是威海的政治、经济、文化中心，得名于威海市区内的环翠楼，总面积为731平方公里。环翠区地处山东半岛东端，三面环海，东面是朝鲜半岛、日本列岛，是中国与韩国直线距离最近的城区。威海经济技术开发区成立后情况有很大变化，目前环翠区总面积276平方公里，海岸线长88公里，区内包含岛屿刘公岛。
環翠區是威海市政府駐地、威海市的中心城區。明洪武三十一年（1398年），明朝在此設衞屯兵，防倭侵擾，始稱威海衞。區人民政府駐環翠樓街道。

## 行政区划
环翠区下辖9个街道办事处、10个镇：
环翠楼街道、鲸园街道、竹岛街道、怡园街道、田和街道、皇冠街道、凤林街道、西苑街道、孙家疃街道、张村镇、羊亭镇、温泉镇、崮山镇、泊于镇、桥头镇、草庙子镇、初村镇、汪疃镇和𬜬山镇。

## 人口
截至2022年末，環翠區常住人口47.86萬人，常住人口城鎮化率90.11%。户籍人口35.36萬人，户籍人口城鎮化率87.2%，比上年提高0.34個百分點。
根据第七次全国人口普查结果，现将2020年11月1日零时，主要数据公布如下：全区常住人口为446193人。与2010年第六次全国人口普查的363889人相比，十年共增加82304人，增长22.62%，年平均增长率为2.06%。

## 交通
- 228国道过境。
- 荣乌高速、 威青高速过境。